# Вулиця Паровозна (Львів)
Ву́лиця Паровозна — вулиця у Залізничному районі міста Львова, в місцевості Сигнівка. Сполучає вулиці Антіна Головатого та  Дмитра Яворницького.

## Історія
Виникла у першій третині XX століття у складі передміського селища Сигнівка. Після входження селища до меж міста 11 квітня 1930 року, вулиці колишнього села були перейменовані або ж новоутвореним вулицям надавалися певні назви. Так, у 1934 році отримала назву вулиця Паровозова. Під час німецької окупації, у 1943—1944 роках мала назву Дампфвагенґассе, що перекладається з німецької як Паровозна алея. Сучасна назва вулиця Паровозна, походить з 1944 року.

## Забудова
Забудова вулиці Паровозної — нова індивідуальна садибна забудова.